# Mycielin (gmina)
Mycielin (do 1954 gmina Kościelec) – gmina wiejska w województwie wielkopolskim, w powiecie kaliskim. W latach 1975–1998 gmina położona była w województwie kaliskim.
Siedziba gminy to Słuszków (dawniej Mycielin).
Według danych z 31 grudnia 2024 gminę zamieszkiwało 4623 osoby.

## Struktura powierzchni
W 2005 obszar gminy Mycielin wynosił 110,81 km² (ob. 110,88 km²), w tym:
- użytki rolne: 62,42 km²
  - grunty orne: 46,96 km²
  - sady: 0,27 km²
  - łąki: 13,41 km²
  - pastwiska: 1,78 km²
- lasy: 41,66 km²
- pozostałe grunty (w tym nieużytki): 6,73 km²

## Demografia

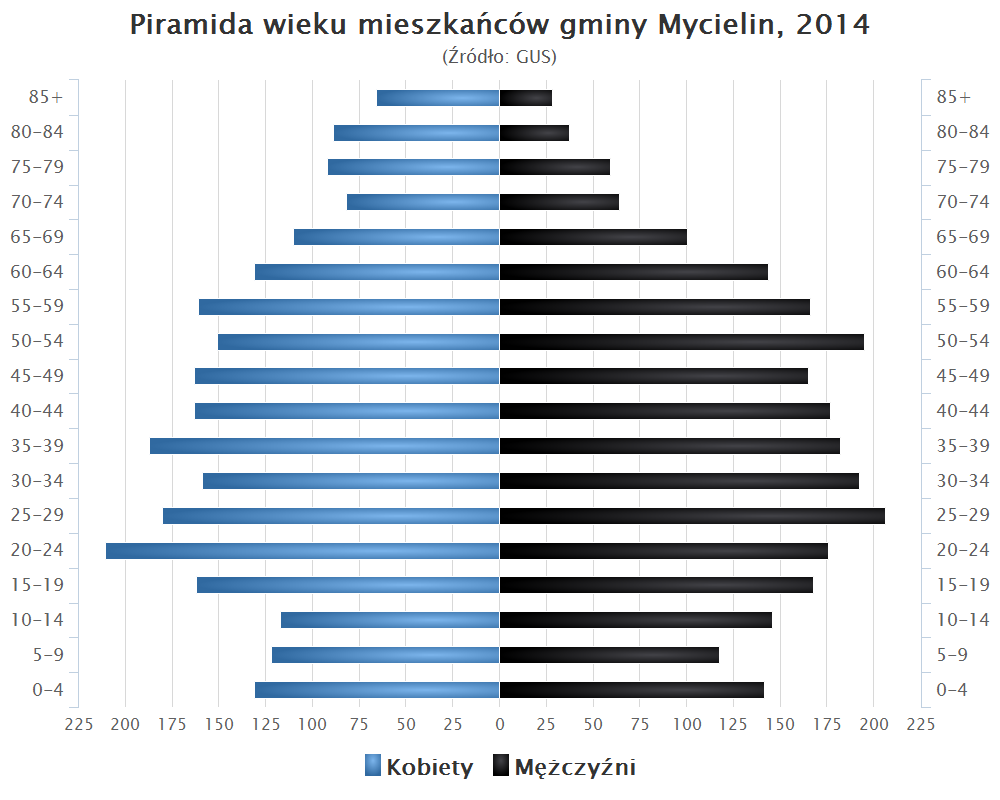
Piramida wieku mieszkańców gminy Mycielin w 2014 roku

Dane z 31 grudnia 2024:
| Opis                              | Ogółem | Ogółem | Kobiety | Kobiety | Mężczyźni | Mężczyźni |
| --------------------------------- | ------ | ------ | ------- | ------- | --------- | --------- |
| jednostka                         | osób   | %      | osób    | %       | osób      | %         |
| populacja                         | 4623   | 100    | 2319    | 50,2    | 2304      | 49,8      |
| gęstość zaludnienia (mieszk./km²) | 41,7   | 41,7   | 20,9    | 20,9    | 20,8      | 20,8      |

## Sąsiednie gminy
Ceków-Kolonia, Malanów, Rychwał, Stawiszyn, Tuliszków, Żelazków